# فضل الله محمد
صحافي وشاعر غنائي

## المولد والنشأة
ينتمي فضل الله محمد إلى مدينة ودمدني 250 كلم جنوب شرق الخرطوم حيث ولد فيها في 25 ديسمبر 1944  وتلقى تعليمه الابتدائي بمدرسة مدني الغربية الأولية (1951-1954(، ثم انتقل إلى القسم الشرقي في مدرسة مدني الأهلية الوسطى وواصل تعليمه في مدرسة مدني الثانوية (1959-1963) قبل ان ينتقل إلى جامعة الخرطوم ويلتحق بكلية القانون (1963-1967) 

## تأثير ود مدني
كان لهذه المدينة والتي تعتبر العاصمة الثقافية في السودان تأثير كبير على الشاعر والصحافي فضل الله محمد حيث كتب قصيدته الخالدة في حب ود مدني، وفي مطلع الستينات من القرن الماضي، برزت في المدينة فرقتان في الغناء والتمثيل، كانت الأولى تضم موسيقيين ومغنيين (أصدقاء الجزيرة) بينما الثانية تضم شعراء ومغنيين (أصدقاء الفن) وانضم فضل الله محمد إلى الثانية وكتب قصيدته (ارض المحنة) والتي أداها زميله في الفرقة  الفنان محمد مسكين  ولاقت رواجا منقطع النظير في جميع أنحاء السودان وكان عمره في ذلك الوقت لا يتجاوز سبعة عشر عاما

## جامعة الخرطوم والنضال الشعري
التحق بكلية القانون في جامعة الخرطوم عام 1963 وفي العام التالي اندلعت ثورة شعبية لإجبار القادة العسكريين برئاسة الرئيس إبراهيم عبود للتنازل عن السلطة للمدنيين وكان منطلق الثورة هي جامعة الخرطوم حيث يشغل الشاعر فضل الله محمد مقعدا في المجلس الاربعيني لاتحاد طلاب الجامعة وأعتقل في اليوم الأول للثورة ولم يخرج من السجن الحربي إلا بعد بيان تنحي الرئيس وقتها إبراهيم عبود عن السلطة، فرجع إلي مسقط رأسه (ود مدني) وفي الطريق جاء النشيد الثوري الأكتوبري  (أكتوبر واحد وعشرين ،،، يا صحو الشعب الجبار) وهي القصيدة التي غناها الموسيقار محمد الأمين ومازال صداها يتردد كلما احتفل السودانيون بذكرى هذه الثورة
ولم يكتف الشاعر بهذه القصيدة ولكنه الف قصائد ثورية أخرى ابرزها نشيد «المبادئ» والمشهور بـ«شهر عشرة حبابو عشرة»

## أشعار خالدة
يتميز الشاعر والصحافي فضل الله محمد بالهدوء والبعد عن الأضواء  و رغم أن كل أغنية كتبها تعتبر فتحا جديدا في عالم الغناء والشعر، الا ان قصائده تحسب على أصابع اليد وقدم خلال مسيرته الشعرية نحو  (10) أعمال بارزة فكانت (الحب والظروف، زاد الشجون، الجريدة، كلام زعل، الموعد، قالوا متألم شوية، زاد الشجون وغيرها).. كل هذه الروائع كانت من نصيب الموسيقار محمد الأمين الذي يتحدر أيضا من مدينة ود مدني   فيما تغنى فنان مشهور آخر هو عبد العزيز محمد داود بقصيدة واحدة هي (في حب يا أخوانا أكتر من كدا؟)، بينما استأثر أبوعركي البخيت وهو فنان آخر مشهور في السودان بآخر الأعمال وهما القصيدتين  (طريق الماضي) و (بوعدك) وما تزال قصيدة  (الجريدة) التي لحنها وغناها الموسيقار محمد الأمين تتضح وتتألق حتى اليوم، وقد شكَّل الاثنان واحدة من أميز الثنائيات في مسيرة الأغنية السودانية المعاصرة

## بدايات الكتابة الصحافية
كان عمره لا يتجاوز خمسة عشر عاما عندما طلب منه أحد زعماء قرية مجاورة لود مدني أن يكتب له مظلمته في مقال لتنشره مجلة “السودان الجديد”. ومع أن الرسالة نشرت في باب “السودان الجديد وراء شكواك”، وبتوقيع صاحب المشكلة وليس كاتبها، ألا أن ذلك أغرى الصبي الصغير بإرسال مقالات أدبية إلى صحف الخرطوم. وسرعان ما أضحى قلمه من الأقلام المعتادة في صفحات رسائل القراء والأبواب الأدبية المختلفة. فاختار أن يوقع رسائله ومقالاته باسم “فضل الله بن الجزيرة”.كان ذلك مدخله إلى مهنة الصحافة

## التنازع بين الصحافة والقانون
عمل فضل الله محمد في وزارة العدل بعد تخرجه مباشرة من جامعة الخرطوم عام 1968 ولكنه لم يمكث في الوظيفة وقتا طويلا، وفي مقابلة نادرة له مع قناة الشروق السودانية  قال انه مارس مهنة القانون وفي الوقت نفسه كان يتعاون مع بعض الصحف آنذاك ولكنه حسم مساره المهني في أوائل السبعينات وانضم الي مهنة الصحافة وتفرغ لها بالكامل فعمل في دار الأيام وترأس تحرير (السودان الجديد) الأسبوعية وعمل نائبا لرئيس التحرير في صحيفة الأيام ثم رئيساً لتحرير جريدة الصحافة ثم تقلد رئاسة مجلس إدارتها حتى قيام الانتفاضة الشعبية التي أطاحت بحكم الرئيس نميري عام 1985 وبعدها وفي عام 1988 أسس مع زميله الباقر احمد الله صحيفة الخرطوم والتي توقفت عن الصدور في 30 يونيو 1989 عقب استيلاء الجيش على السلطة

## الهجرة الي القاهرة
مكث فضل الله في الخرطوم نحو ثلاث سنوات استعانت فيها السلطات بخبرته في وضع مسودة لقانون الصحافة، غير أن القانون الذي صدر فعلياً جاء مخالفاً لتوصياته وتصوراته، وكان يتعشم على الأقل أن يتيح النظام فرصة لصدور صحف سياسية مستقلة ليستأنف إصدار صحيفته المحظورة. كان صدور القانون القشة التي قصمت أمل الصحافي الشاعر في إمكان البقاء في وطنه، فاضطر إلى الانتقال إلى القاهرة حيث أصدر صحيفة “الخرطوم” اليومية.
ولكن السلطات السودانية سمحت للصحيفة ان تباشر صدورها من الخرطوم عام 2009، وفي عام 2015 تم تعيين فضل الله محمد رئيسا لمجلس الصحافة والمطبوعات وهو المؤسسة الحكومية المعنية بالرقابة على الصحف ووسائل الاعلام

## حياته الشخصية
اعرض فضل الله محمد عن الزواج فترة طويلة ولم يرتبط بالزواج الا عام 1992 وهو في عمر الثامنة والثلاثين قبل خروجه من السودان الي القاهرة وله عدد من الابناء والبنات

## الوفاة
تعرض الشاعر والصحافي فضل الله محمد الي وعكة صحية نقل على اثرها الي (مستشفى فضيل) في الخرطوم ليبقي فيه نحو يومين قبل ان يغمض اغماضته الأخيرة في يوم الأحد 29 ديسمبر 2019 ، بعد أربعة أيام فقط من إكمال عمر الخامسة والسبعين ليترك حزنا عميقا في الأوساط الثقافية والصحافية في السودان